# كيني نيل
كيني نيل (بالإنجليزية: Kenny Neal)‏ هو موسيقي ومغني وعازف قيثارة أمريكي، ولد في 14 أكتوبر 1957 في Erwinville, Louisiana ‏ في الولايات المتحدة.

## وصلات خارجية
- كيني نيل على موقع IMDb (الإنجليزية)
- كيني نيل على موقع IMDb (الإنجليزية)
- كيني نيل على موقع ميوزك برينز (الإنجليزية)
- كيني نيل على موقع قاعدة بيانات برودواي على الإنترنت (الإنجليزية)
- كيني نيل على موقع أول ميوزيك (الإنجليزية)
- كيني نيل على موقع ديسكوغز (الإنجليزية)